# Michael May
Michael May (n. 18 august 1934, Stuttgart, Germania Nazistă) este un fost pilot de Formula 1. De-a lungul carierei a luat startul în 2 curse, niciuna din pole-position. Nu a câștigat nicio cursă și nu a terminat niciodată pe podium, acumulând 0 puncte în întreaga activitate ca pilot de Formula 1.